# Orgyia zimmermanni
Orgyia zimmermanni är en fjärilsart som beskrevs av Ludwig Carl Friedrich Graeser 1888. Orgyia zimmermanni ingår i släktet fjädertofsspinnare, och familjen tofsspinnare. Inga underarter finns listade i Catalogue of Life.